# Partidul Național-Socialist din România

Steagul partidului

Partidul Național-Socialist din România a fost un partid politic nazist din România, activ în anii 1930. Fondat de către colonelul Ștefan Tătărescu, dar și de către fratele acestuia, liberalul Gheorghe Tătărăscu (care, în acea perioadă, ca Prim-ministru al României, încerca să se folosească de PNSR pentru a reduce din relevanța legionarilor), acesta a fost afiliat Ligii Apărării Național Creștine, încercând fără succes să ia voturi de la Mișcarea Legionară.

Punctele arată locurile unde s-au ținut congrese regionale sau naționale ale PNSR-ului. În albastru, județele unde LANC-ul a câștigat peste media națională, la cel puțin una din alegerile parlamentare din acele vremuri; în verde, județe care și-au dat mai mult de 5% din voturi pentru Garda de Fier, de-a lungul alegerilor. Nuanța întunecată se referă la județul care a îndeplinit criteriile, pe parcursul a cel puțin un ciclu electoral (Neamț și Tutova sunt băgate din cauza alegerilor parțiale din 1931 și 1932).